# Víctor Bastos

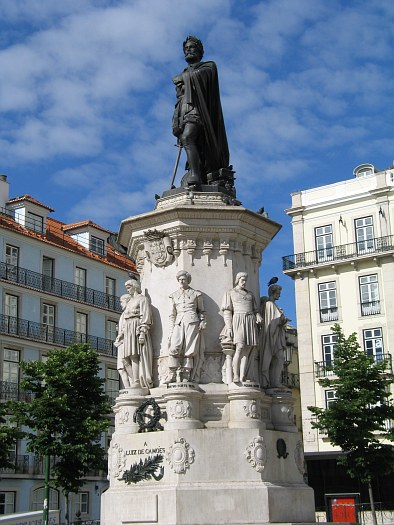
Staty av Luís de Camões på Praça Luís de Camões i Lissabon.

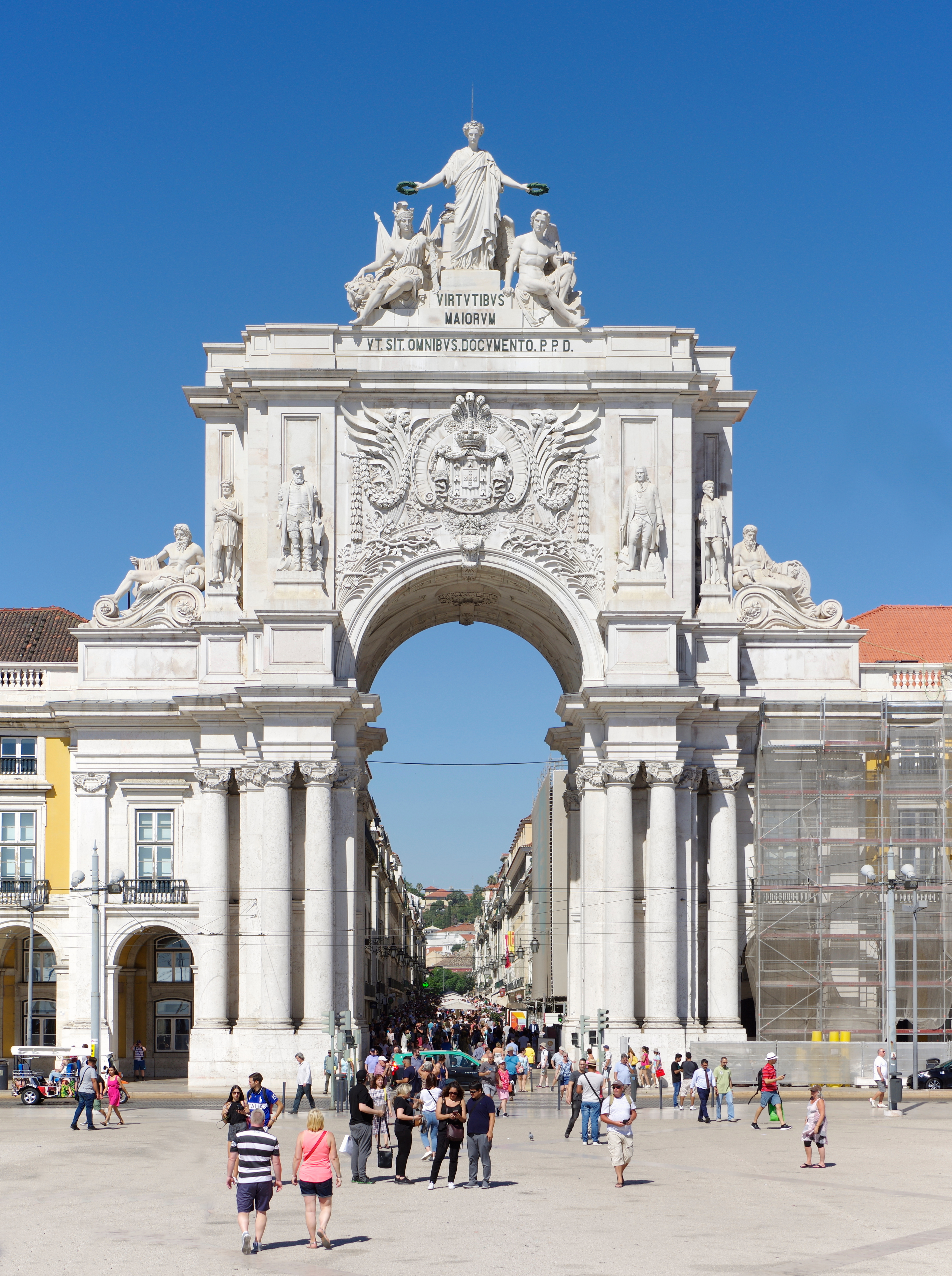
Bastos utförde sex statyer på Arco da Rua Augusta i Lissabon (dock inte de tre på krönet).

António Víctor de Figueiredo Bastos, född 25 januari 1832, död 1894, var en portugisisk skulptör.
Victor Bastos gjorde sig först känd genom kritteckningarna Den samaritanska kvinnan, Skattepenningen med flera. Han blev 1860 utsedd till professor i bildhuggeri vid Academia Real de Belas-Artes i Lissabon. Hans förnämsta verk är en kolossalstod i brons av Luis de Camões, omgiven av åtta marmorfigurer (1867), en marmorstod av kung Dom Pedro V och en bronsstod av upptäckaren Magalhães i Lissabon (1873) samt sex statyer på Arco da Rua Augusta (1873).